# カリ≠ガリの世界
『カリ≠ガリの世界』は2009年5月20日に発売された日本のバンド、cali≠gariのベスト・アルバム。

## 解説
- 活動休止6周年記念企画ベスト・アルバム。全曲リマスタリング。初のオリコンメジャーチャートTOP10入り。
- 初回版には2002年に通販限定で発売した(FC会員の申込者には特典が付いた)VHS、「実録！新宿コマし屋〜2002〜師走」のDVDが収録。

## 内容

### 収録曲
1. ドラマ「カリ≠ガリの世界」～オープニング
（出演:桜井青江、古舘やす郎、オナン・スペルマーメイド）
2. エロトピア
（作詞・作曲:桜井青）
『ブルーフィルム』収録
3. ポラロイド遊戯
（作詞:石井秀仁　作曲:村井研次郎）
『ブルーフィルム』収録
4. 37564。（サンナナゴロクヨン。）
（作詞・作曲:桜井青）
『再教育(右)』収録
5. 禁色
（作詞・作曲:桜井青）
『再教育(右)』収録
6. せんちめんたる
（作詞・作曲:桜井青）
『再教育(右)』収録
7. ■■チャンネル
（作詞・作曲:桜井青）
『再教育(左)』収録
8. ドラマ「カリ≠ガリの世界」～コマーシャル「第6実験室」
（出演:桜井青江、古舘やす郎、オナン・スペルマーメイド）
9. マス現象 ヴァリエーション1（有象無象編）
（作詞・作曲:石井秀仁）
『第6実験室 予告版』、『第6実験室』収録
10. ただいま。
（作詞・作曲:桜井青）
『第6実験室』収録
11. マグロ
（作詞・作曲:桜井青）
『第7実験室予告版〜マグロ〜』、『第7実験室』収録
12. かじか
（作詞・作曲:石井秀仁）
『第7実験室予告版〜マグロ〜』収録
13. 失禁
（作詞・作曲:桜井青）
『第7実験室』収録
14. 嘔吐
（作詞・作曲:桜井青）
『第2実験室 改訂版』収録
15. ドラマ「カリ≠ガリの世界」～コマーシャル「グッド・バイ。」
（出演:桜井青江、古舘やす郎、オナン・スペルマーメイド）
16. ヒズンダ！ヒズンダ！
（作詞・作曲:石井秀仁）
『8』収録
17. 舌先3分サイズ ver.1.5
（作詞・作曲:石井秀仁）
『8』収録
18. ダ・ダン・ディ・ダン・ダン
（作詞・作曲:石井秀仁）
『8』収録
19. 青春狂騒曲 青雲立志編
（作詞・作曲:桜井青）
『8』収録
20. ドラマ「カリ≠ガリの世界」～エンディング
（出演:桜井青江、古舘やす郎、オナン・スペルマーメイド）
21. 音セックス2009
（作曲:桜井青）
新曲

### 実録！新宿コマし屋〜2002〜師走
1. 密室ワイド劇場～エンディング
「彼氏が女装に目覚めたら!! 華麗なる完全犯罪!! 私をコマにつれてって!!
夜更けの歌舞伎町一番街ブーメランストリートBb!!」
2. 午後の密室～オープニング「ある女装の風景・武井 誠編」
3. マグロ
4. 発狂チャンネル
5. ハイカラ・殺伐・ハイソ・絶賛
6. 午後の密室～「ある女装の風景・村井 研子編」
7. 冬の日
8. グッド・バイ
9. 失禁
10. 嘔吐
11. 午後の密室～「ある女装の風景・石井 秀子編」
12. ブルーフィルム
13. エロトピア
14. サイレン
15. エンディング

## メンバー
- 石井秀仁（ボーカル、ギター）
- 桜井青（ギター、ボーカル）
- 村井研次郎（ベース、コーラス）
- 武井誠（ドラム、コーラス）

- オナン・スペルマーメイド（ドラマ出演）
- YA-SU（Ya-foo）（ドラマ出演）